# Złoty Rosjanin
Złoty Rosjanin (Golden Russian) – koktajl alkoholowy, odmiana koktajli serii Biały Rosjanin i Czarny Rosjanin.

## Sposób przygotowania
- 1/2 miarki (6 łyżeczek) wódki
- 1 miarka (1,5 łyżki) Galliano
- 1/4 miarki (1 łyżeczka) soku z limonki

Wlać wszystkie składniki do kwadratowej szklanki z dużą ilością kruszonego lodu i zamieszać. Dodać plasterek limy.